# Метрополитен Вальпараисо
Метрополитен Вальпараисо — система метрополитена в Вальпараисо (Чили).

## История
Система железнодорожного городского сообщения существовала в Вальпараисо с XIX века, однако она не являлась метрополитеном по ряду причин, в частности из-за больших интервалов между поездами. Строительство нынешней системы было начато в 1999 году.
Старая система была закрыта 30 июня 2005 года, а 23 ноября того же года был открыт метрополитен.

## Линии
Метрополитен насчитывает 20 станций на одной линии длиной 43 км, выходящей за пределы собственно города Вальпараисо. Четыре станции являются подземными, остальные — наземные открытые.

## Подвижной состав

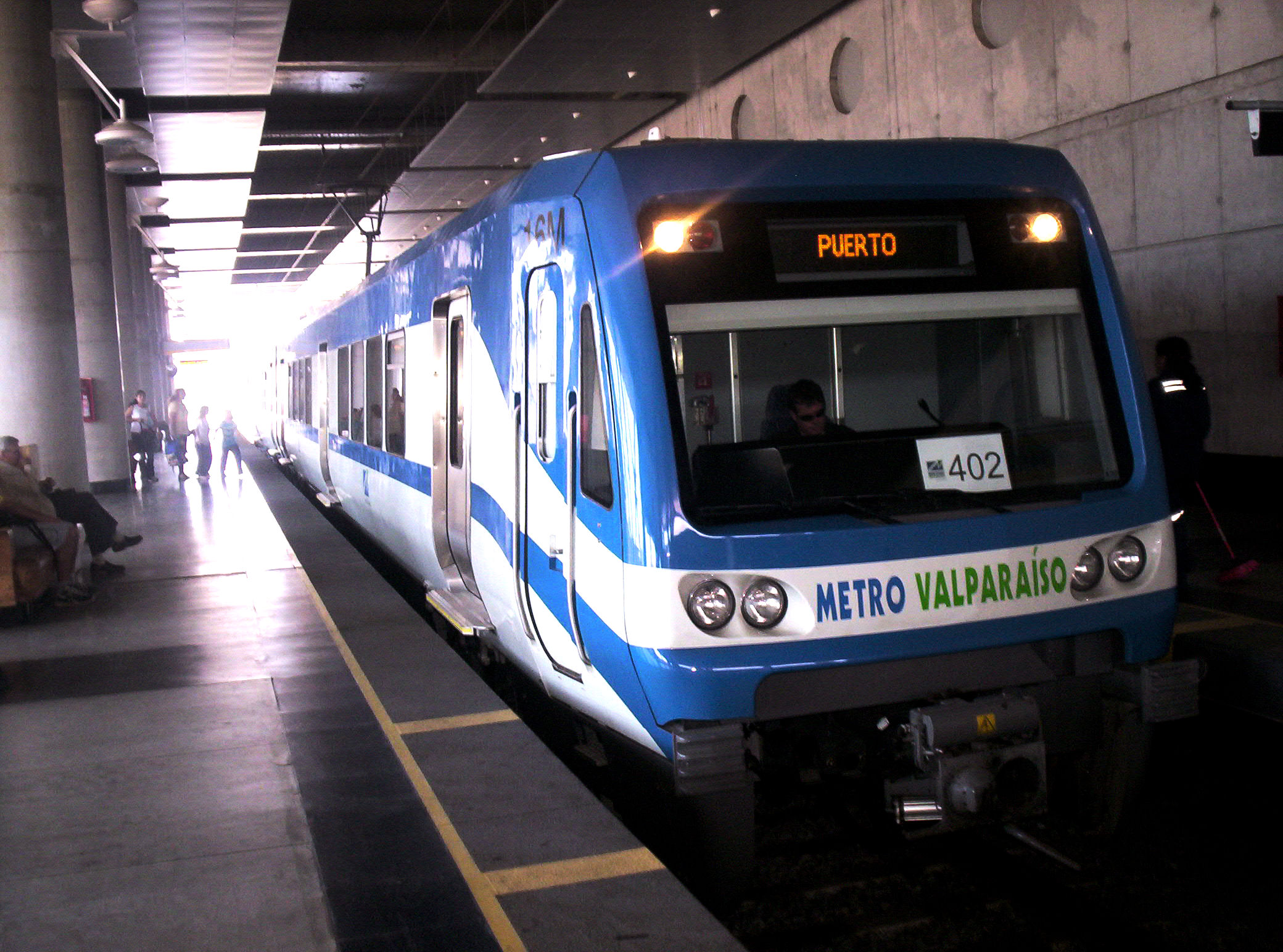
Поезд прибывает на станцию «Пуэрто»

На единственной линии действуют 27 поездов X’Trapolis производства французской фирмы Alstom.

## Оплата проезда
Единственным методом оплаты проезда в метрополитене Вальпараисо являются бесконтактные карты. В сентябре 2010 года стоимость карты составляла 1200 чилийских песо (2,4 доллара США). Оплата за поездку зависит от её протяжённости и от времени суток, поэтому карты используются и на начальной, и на конечной станциях пути. Существует пять зон по протяжённости маршрута и три тарифа, зависящих от времени суток, и стоимость проезда варьируется от 204 чилийских песо за поездку в «Зоне 1» в незагруженные часы до 716 чилийских песо за поездку через все пять зон. Выход на станции входа также приводит к максимальной оплате проезда. Дети ростом до 1 метра едут бесплатно.
Существуют льготы по оплате проезда для студентов, пожилых людей и для инвалидов.

## Фотогалерея

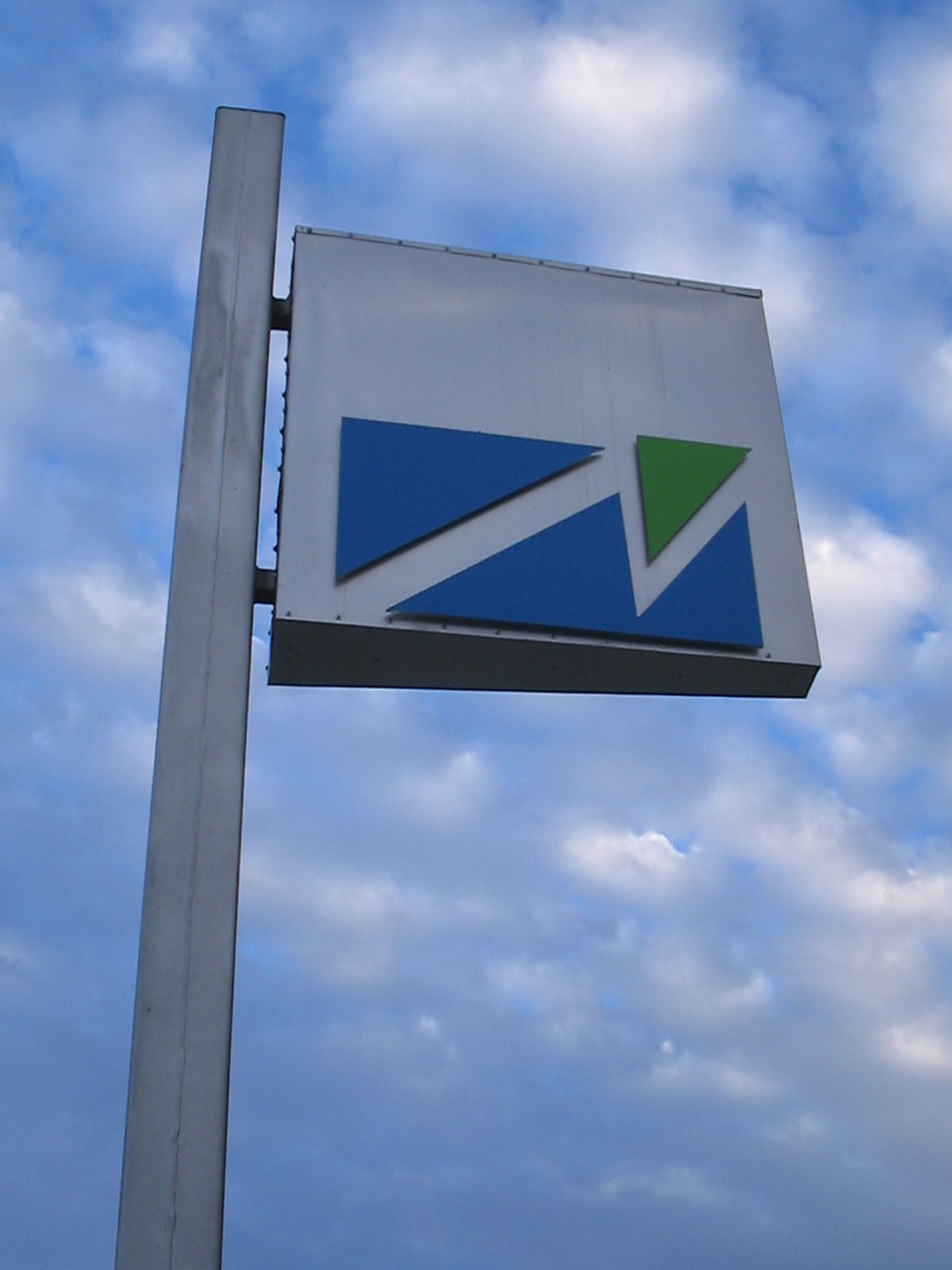
Символ метрополитена на улицах города
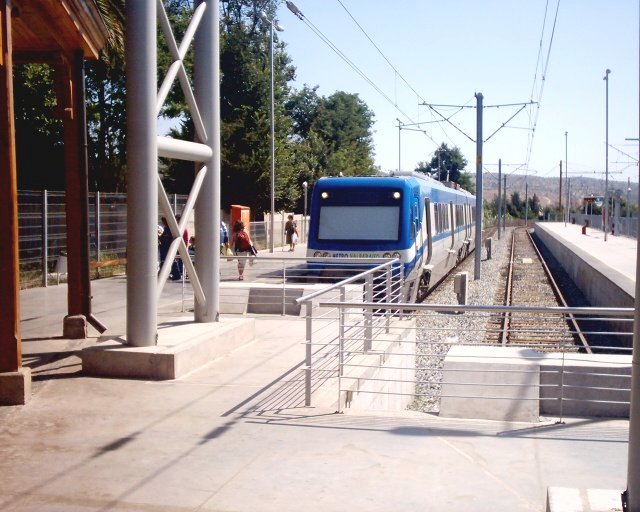
Станция «Лимаче»
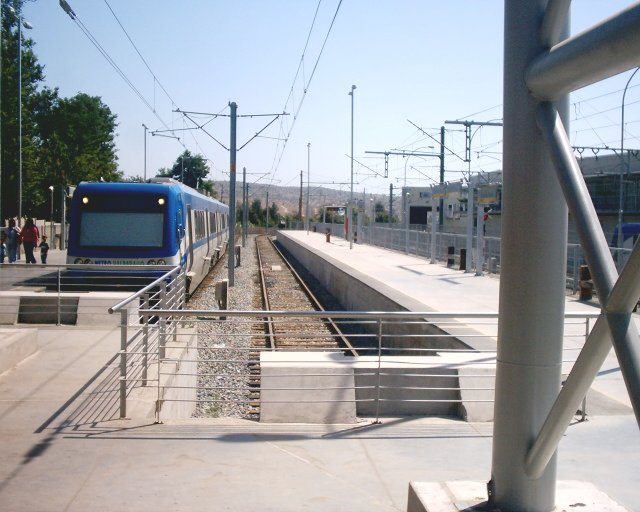
Станция «Лимаче»
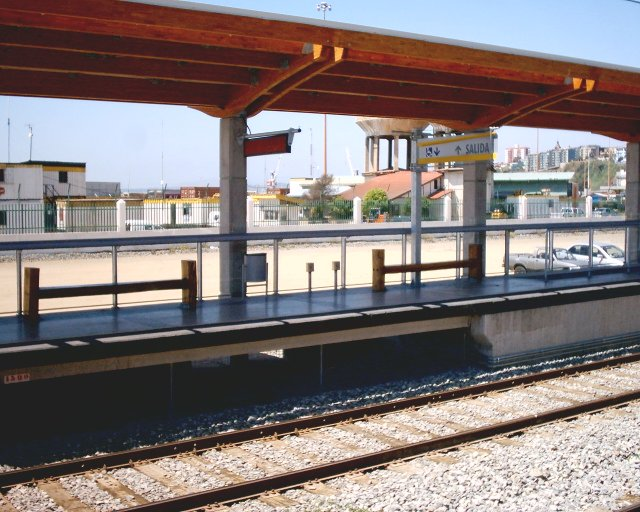
Станция «Франсия»
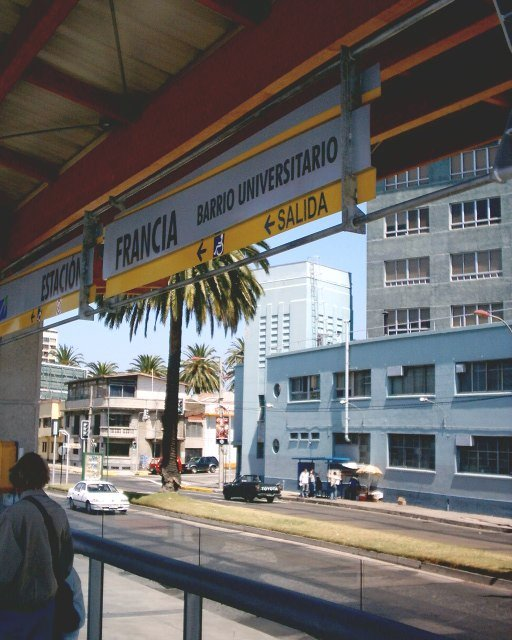
Станция «Франсия»